# Лайош Бокрош
Лайош Андраш Бокрош (угор. Bokros Lajos András; нар. 26 червня 1954, Будапешт) — угорський політик від Руху «Сучасна Угорщина» (до 2011 від партії Угорський демократичний форум), в 1995–1996 — міністр фінансів.

## Біографія
Закінчив Університет економічних наук імені Карла Маркса (сьогоднішній Університет Корвіна), захистив дисертацію. У 1990–1991 очолював Агентство державного майна. У 1995–1996 був міністром фінансів Угорщини, проводив політику жорсткої економії, відому як «план Бокроша». Ця програма включала в себе девальвацію форинта, скорочення соціальних виплат, введення податку на імпорт. Незважаючи на успішну стабілізацію макроекономічних показників (дефіцит бюджету скоротився з 9,6 % до 3,8 %, зовнішньоторговельного балансу — з 9,4 % до 3,8 %), в лютому 1996 року Бокрош подав у відставку через відмову очолюваного соціалістом Дьюлою Хорном уряду зменшити соціальні витрати.
На виборах до Європарламенту 2009 року був обраний єдиним депутатом від своєї партії і одним з 22 депутатів від Угорщини. Працює в комісіях по бюджету і з фінансів, а також у складі делегації з відносин з Албанією, Боснією і Герцеговиною, Сербією, Чорногорією і Косово.
Бокрош був висунутий від своєї партії на парламентські вибори 2010 року кандидатом на посаду прем'єр-міністра.
Обіймав посаду операційного директора Центрально-Європейського університету в Будапешті, і є діючим професором цього вищого навчального закладу. 